# Winter-Paralympics 2014/Teilnehmer (Island)
| stlisierte Goldmedaille | stlisierte Silbermedaille | stlisierte Bronzemedaille |
| ----------------------- | ------------------------- | ------------------------- |
| —                       | —                         | —                         |

Island schickte bei den Winter-Paralympics 2014 im russischen Sotschi je eine Athletin und einen Athleten an den Start.

## Sportarten

### Ski Alpin
| Athlet                  | Klasse  | Wettbewerb            | Lauf 1  | Lauf 1 | Lauf 2  | Lauf 2 | Gesamt  | Gesamt        |
| Athlet                  | Klasse  | Wettbewerb            | Zeit    | Rang   | Zeit    | Rang   | Zeit    | Rang          |
| Männer                  | Männer  | Männer                | Männer  | Männer | Männer  | Männer | Männer  | Männer        |
| ----------------------- | ------- | --------------------- | ------- | ------ | ------- | ------ | ------- | ------------- |
| Jóhann Þór Hólmgrímsson | LW 12-1 | Slalom, sitzend       |         |        |         |        |         | nicht beendet |
| Jóhann Þór Hólmgrímsson | LW 12-1 | Riesenslalom, sitzend |         |        |         |        |         | nicht beendet |
| Frauen                  |         |                       |         |        |         |        |         |               |
| Erna Friðriksdóttir     | LW 12-1 | Slalom, sitzend       | 1:33,41 | 10     | 1:36,89 | 10     | 3:10,30 | 10            |
| Erna Friðriksdóttir     | LW 12-1 | Riesenslalom, sitzend | 1:49,53 | 9      | 1:41,66 | 10     | 3:31,19 | 9             |